# NGC 5341
NGC 5341 ist eine balkenspiralförmige Radiogalaxie vom Hubble-Typ SBd im Sternbild Jagdhunde am Nordsternhimmel. Sie ist schätzungsweise 166 Millionen Lichtjahre von der Milchstraße entfernt und hat einen Durchmesser von etwa 60.000 Lichtjahren. 

Im selben Himmelsareal befinden sich u. a. die Galaxien NGC 5349, NGC 5351, IC 4339, IC 4340.
Das Objekt wurde am 24. März 1857 von R. J. Mitchell, einem Assistenten von William Parsons, entdeckt.